# Vent d'ouest (album)
Pour les articles homonymes, voir Vent d'ouest.
Albums de Sylvie Vartan
Confidanses
(1989) Sessions acoustiques
(1996)
Vent d'ouest est le 30e album studio de Sylvie Vartan. Il est sorti en CD en 1992.

## Liste des titres
CD Philips 512 994-2 (PolyGram) (1992)
1. Qui tu es (5:15)
2. Barrio chino (4:31)
3. Dernier acte (4:01)
4. Les aventures à l'eau (4:51)
5. Plus et encore (4:43)
6. Dirty Dancing (4:17)
7. Cerfs volants (5:01)
8. Sur tes lèvres (3:55)
9. Earth And Air (4:18)
10. Je m'entraine (3:45)
11. Je veux qu'il m'aime (4:04)